# اووه تیم
اووه تیم (به آلمانی: Uwe Timm) (زاده ۱۹۴۰ در آلمان) نویسنده آلمانی است که در شهر هامبورگ متولد شده و تاکنون بیش از ۲۰ اثر داستانی و شعر منتشر کرده‌است.

## زندگینامه
اووه تیم سال ۱۹۴۳ هنگامی که تنها سه سال داشت همراه مادرش به جنوب آلمان رفت تا نزد عمویش که از فروش پوست حیوانات گذران زندگی می‌کرد زندگی کند.
برادرش در حالی که تنها ۱۶ سال داشت در یک بیمارستان صحرائی در اوکراین درگذشت و اووه تیم در کتاب مثلاً برادرم که سال ۲۰۰۳ منتشر شد به زندگی خانواده خود اشاره کرد.
سال ۱۹۶۳ در کالج شهر براونشوایگ دیپلم گرفت و بعد از آن در شهرهای پاریس و مونیخ در رشته‌های فلسفه و ادبیات آلمان تحصیل کرد.
او بین سال‌های ۱۹۶۷ تا ۱۹۶۸ عضو گروه دانشجویان سوسیالیست آلمان بود. اووه تیم ناظر جریانات دانشجویی اواخر دهه شصت بود که بعدها در کتاب تابستان داغ دربارهٔ آن نوشت.

## جوایز ادبی

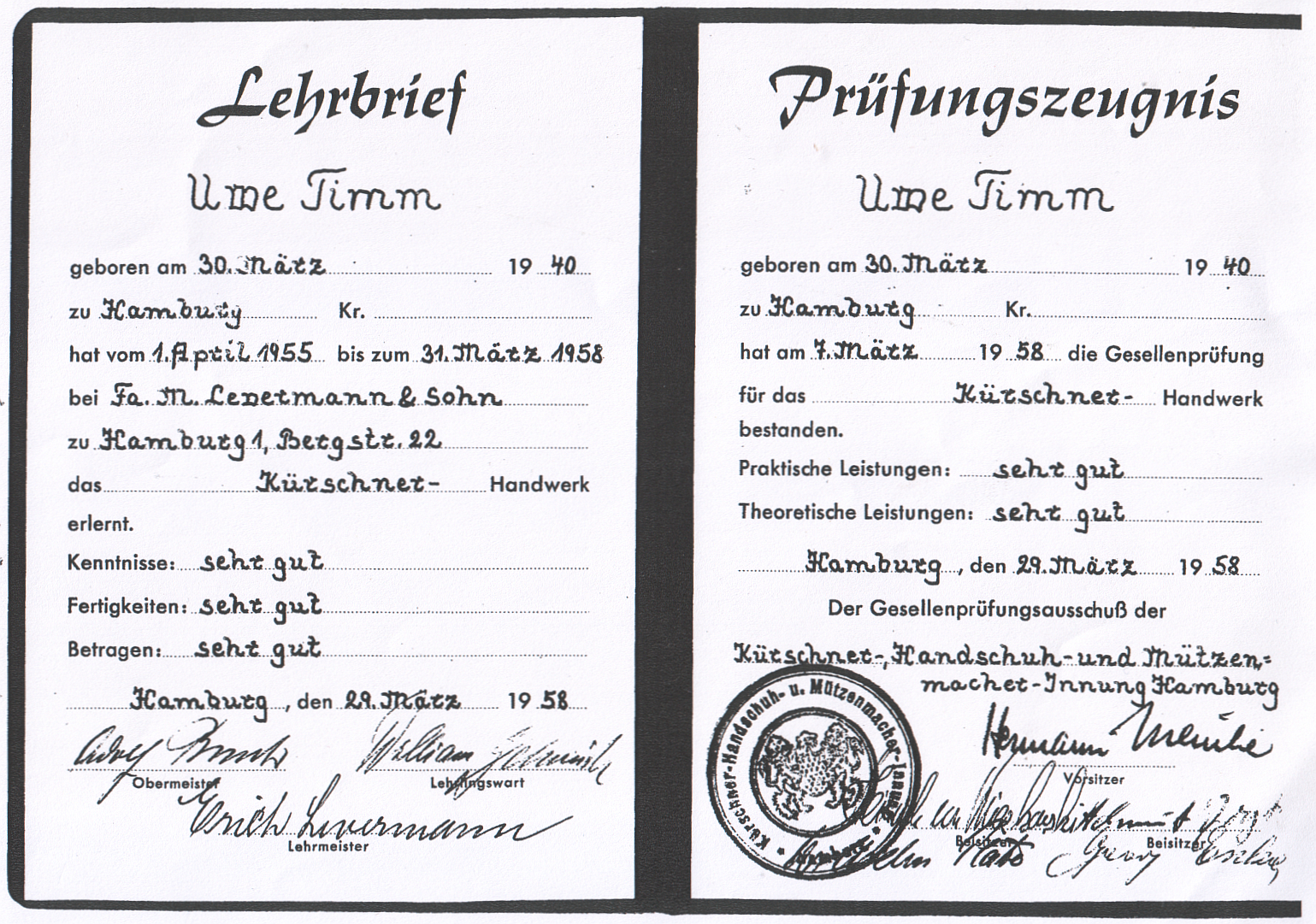

اووه تیم جوایز زیادی را از آن خود کرده‌است که مهم‌ترین آن‌ها عبارتند از:
- ۱۹۹۸ جایزه ادبی شهر مونیخ
- ۱۹۹۰ جایزه ادبیات نسل جوان آلمان برای کتاب خوک دونده‌ای به نام رودی روسل
- ۲۰۰۱ جایزه ادبی توکان برای کتاب قرمز
- ۲۰۰۹ جایزه ادبی هاینریش بل
- ۲۰۱۲ مدال کارل تسوکمایر

## آثار
اووه تیم بیش از ۲۰ اثر در زمینه داستان و شعر منتشر کرده که برخی از آن‌ها به فارسی ترجمه شده‌است.
- مثلاً برادرم با ترجمه محمود حسینی زاد
- قرمز با ترجمه حسین تهرانی
- دام گستر با ترجمه حسین تهرانی
- راه دور از خانه با ترجمه الهام مقدس
- درخت مار با ترجمه امید اجتماعی‌جندقی[۳]
- مورنگا با ترجمه حسین تهرانی
- کشف سوسیس کاری با ترجمه حسین تهرانی
- نه فردا، نه دیروز با ترجمه حسین تهرانی
- دوست و بیگانه با ترجمه حسین تهرانی